# David S. Liem
David S. Liem est un herpétologiste et botaniste australien né le 17 septembre 1937 et décédé le 11 juin 2017.

## Taxons nommés en son honneur
- Taudactylus liemi Ingram, 1980

## Quelques Taxons décrits
- Crinia deserticola
- Litoria cooloolensis
- Litoria nyakalensis
- Litoria olongburensis
- Litoria rheocola
- Paracrinia
- Rheobatrachidae
- Rheobatrachus
- Rheobatrachus silus
- Taudactylus eungellensis
- Taudactylus rheophilus

Liem est l’abréviation habituelle de David S. Liem en zoologie.

Consulter la liste des abréviations d'auteur en zoologie ou la liste des taxons zoologiques assignés à cet auteur par ZooBank